# Pyrinia minsera
Pyrinia minsera là một loài bướm đêm trong họ Geometridae.